# William A. Palmer

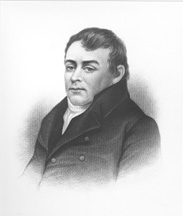
William A. Palmer

William Adams Palmer, född 12 september 1781 i Hebron, Connecticut, död 3 december 1860 i Danville, Vermont, var en amerikansk politiker och jurist. Han representerade delstaten Vermont i USA:s senat 1818–1825. Han var guvernör i Vermont 1831–1835.
Palmer flyttade 1802 till Vermont. Han studerade juridik och arbetade som advokat i olika småstäder i Vermont. Han tjänstgjorde som domare i Vermonts högsta domstol 1816–1818. Demokrat-republikanen Palmer efterträdde 1818 James Fisk i USA:s senat. Han efterträddes 1825 av Dudley Chase. Under sina sista år i senaten stödde Palmer Henry Clay och John Quincy Adams. Han gick med i Nationalrepublikanska partiet men bestämde sig som motståndare till frimureri redan några år senare att byta parti till Anti-Masonic Party.
Palmer efterträdde 1831 Samuel C. Crafts som guvernör i Vermont. Palmers ämbetstid var den enda gången i Vermonts historia som det kortlivade Anti-Masonic Party innehade guvernörsämbetet. Palmer efterträddes 1835 av Silas H. Jennison som var medlem i det nya Whigpartiet.
Palmer avled 1860 och gravsattes på Green Cemetery i Danville.